# Leptogenys crassinoda
Leptogenys crassinoda é uma espécie de formiga do gênero Leptogenys, pertencente à subfamília Ponerinae.